# Pietro Sedda
Pietro Sedda (Cagliari, 1969) è un artista e tatuatore italiano.

## Biografia e carriera
Dopo essersi diplomato presso l'Istituto statale d'arte di Oristano (1989), Pietro Sedda si iscrive all'Accademia delle Belle Arti di Brera, Milano, dove si laurea in scenografia nel 1995. Terminati gli studi, dopo una breve incursione nel design di interni, decide di dedicarsi ai tatuaggi.
Nel 1999 inizia a tatuare, dapprima alcuni amici, e l'anno seguente apre il suo primo studio a Oristano. Si sposta poi, nel 2004, a Londra, e successivamente a Urbino (2006), per poi approdare nel 2010 a Milano, dove attualmente vive e lavora. Qui apre lo studio The Saint Mariner. Numerosi i tatuatori che ha ospitato nel corso degli anni, come numerose sono le sue partecipazioni a convention italiane e internazionali: Milano, Roma, Londra ecc.
Oltre a praticare l'arte del tatuaggio su pelle, Pietro Sedda collabora in veste di artista visivo con altri marchi e aziende. Tra le collaborazioni più recenti, quella che lo ha visto disegnare la linea “Cilla Marea” per Rosenthal, quella con il salone milanese GUM, per cui ha realizzato il packaging in edizione limitata di alcuni prodotti per la cura della barba e quella con l’azienda di design danese Fritz Hansen. In occasione del rilancio della sedia 3130 nella versione originale con le gambe in legno, meglio nota come “Grand Prix” e progettata nel 1957 da Arne Jacobsen, il designer Diego Grandi propone infatti a Pietro Sedda di “tatuarne” 9 esemplari (7 in legno e 2 in pelle) da vendere all’asta, che saranno protagonisti dell'evento di beneficenza “Fantastic wood – Short novels for chairs”.
Nel 2012 la casa editrice modenese #logosedizioni gli propone di raccogliere i suoi lavori in un libro, Santi, marinai e balene, a cui fa seguito un secondo volume nel 2015, Black Novels for Lovers, testimonianza, quest’ultimo, del suo crescente amore per il nero, sempre più presente nei suoi lavori, frutto di una costante evoluzione artistica. Entrambi i volumi, proprio per la natura mutevole dell’opera di Pietro Sedda, sono stati concepiti come testimonianze uniche di un periodo stilistico, e per questo motivo non saranno ristampati una volta esaurita la prima edizione. Nel 2017 esce la raccolta di disegni preparatori Neroblue, volume stampato in un’edizione limitata di 500 copie firmate e numerate e presentato al Mondial du Tatouage di Parigi.
Nel  2018 la casa automobilistica BMW lo coinvolge in un progetto per una automobile di serie limitata, con il debutto sul mercato della nuova BMW X2 rendendola unica grazie ad alcune personalizzazioni realizzate dal tatuatore Pietro Sedda, la Casa metterà a disposizione solo cinque esemplari, ognuno dei quali avrà un montante posteriore tatuato secondo cinque diverse idee.
Oltre a questo, nel 2018 presenta il suo marchio moda The Saint Mariner Clothing, l'universo onirico del tatuatore Pietro Sedda non vive più solo sulla pelle dei suoi clienti, t-shirt e felpe prendono piede nel mercato street wear, presente nel mercato con 3 collezioni   sino alla sua chiusura del marchio nel 2020, progetto breve e intenso come ama definirlo lui stesso.
Nel 2020 chiude lo storico  The Saint Mariner,  la mecca del tatuaggio, e apre in una location privata e riservata: stanco del supermercato del tatuaggio, si posiziona con il suo nuovo  studio di tatuaggi nella città di Milano con una  presenza creativa e per pochi.

## Stile
In parte rifacendosi alla cultura classica – la pittura olandese del Seicento, le incisioni botaniche dell'Ottocento, Max Ernst, Giorgio De Chirico ecc. – in parte lasciandosi ispirare dai continui viaggi, in particolare verso Oriente e in Giappone, ma anche da ciò di cui fa esperienza giorno dopo giorno nella città in cui vive, Milano, Pietro Sedda ha sviluppato uno stile del tutto personale, che è stato definito, di volta in volta, ‘surreale’, ‘neo-tradizionale’, “uno stile pittorico raffinatissimo, seppure in apparenza ingenuo, tra fumetto e certe atmosfere vicine alla Bad Painting”.
In una continua evoluzione artistica, Sedda spesso mescola “linee dalla cadenza ritmica e colori saturi in illustrazioni surreali: il viso di una donna o il busto di un uomo diventano lo scenario di un paesaggio ipnotico”, “mostrando ciò che accade internamente ai soggetti invece del loro aspetto fisico”, “volti, per lo più di giovani uomini impomatati e con baffi d'altri tempi, anch'essi pronti a mutarsi in orridi ibridi zoo-antropomorfi, marinai di un mare minaccioso abitato da mostri tentacolari o da azzurre balene”.
“Mi piace l’idea di reinterpretare l’iconografia maschile e spingermi sempre oltre” dice Sedda stesso in un’intervista a Bespoke magazine. “Posso mischiare una geometria di Issey Miyake con un volto anni Quaranta, piuttosto che un motivo vegetamorfo, tipico delle decorazioni murarie dell’antica Roma, riprese nel più tardo Rinascimento”. E proprio questa fascinazione per i mosaici lo ha portato negli ultimi tempi all’ennesima evoluzione, dal mondo del colore a uno sempre più in gradazioni di nero.

## Mostre

### Mostre personali
- 2018 “L'Opera al Nero, 1998-2018”, Pinacoteca Comunale Carlo Contini, Oristano[17]
- 2008 “Super heroes don't like meat”, Rise Gallery, Berlino[18]
- 2001 “Carillon”, Ex falegnameria Cada Die teatro, Cagliari
- 2000 “Bonbon”, Saletta Tettamanzi, Nuoro

### Mostre collettive
- 2006 “MiArt”, Milano
- 2006 “Migranti”, rassegna di corto e lungometraggi, San Vero Milis
- 2006 “Cookin'Art”, Festival internazionale Time in Jazz, Berchidda[19]
- 2006 “Duck Fever Show”, Mercado del Borne, Barcellona
- 2005 “Identità in prestito”, Centro culturale Man Ray, Cagliari[20]
- 2005 “Prima Visione”, Capitol Arte Contemporanea, Cagliari[21]
- 2004 “Lavori in corso”, PAV, "Time in Jazz", Berchidda[22]
- 2004 “Mind the Gap”, PAV, "Time in Jazz", Berchidda[23]
- 2004 “Suck it and see” direzioni diverse, Bosa-Art, Bosa
- 2003 “No body, talk show”, Masedu, Museo d'arte contemporanea, Sassari

## Opere pubblicate
- Pietro Sedda, Santi, marinai, e balene, Modena, #logosedizioni, 2012 (con prefazione di Ivo Serafino Fenu).
- Pietro Sedda, Black Novels for Lovers, Modena, #logosedizioni, 2015.
- Pietro Sedda, Neroblue, Modena, #logosedizioni, 2017 (con prefazione di Francesca Alfano Miglietti).